# Emmanuel Lebrecht de Anhalt-Köthen
Emmanuel Lebrecht de Anhalt-Köthen (Köthen, 20 de mayo de 1671 - Köthen, 30 de mayo de 1704) fue un príncipe alemán de la Casa de Ascania y gobernante del principado de Anhalt-Köthen.
Era el único hijo del príncipe Emmanuel de Anhalt-Köthen con su esposa, Ana Leonor, hija del conde Enrique Ernesto de Stolberg.

## Biografía
Emmanuel Lebrecht nació seis meses después de la muerte de su padre el 8 de noviembre de 1670, y fue declarado gobernante de Anhalt-Köthen bajo la regencia de su madre inmediatamente al nacer. La princesa viuda Ana Leonor gobernó sobre Köthen por casi veinte años, hasta su muerte en 1690, y después el príncipe Juan Jorge II de Anhalt-Dessau le sucedió en la regencia por los siguientes dos años, hasta enero de 1692, cuando Emmanuel Lebrecht fue formalmente declarado un adulto y tomó el control del gobierno de su territorio.
Cuando Emmanuel Lebrecht era todavía un joven príncipe, se enamoró de Gisela Inés de Rath (n. Klein-Wülknitz, cercanías de Köthen, 9 de octubre de 1669-m. Nienburg, 12 de marzo de 1740), de una antigua familia noble de Anhalt. La princesa viuda Ana Leonor se mostró totalmente contraria a su relación e intentó separar a la pareja, enviando a Gisela Inés a Stadthagen con su hermana.
Después de la muerte de la princesa viuda y la asunción formal del gobierno del principado, Emmanuel Lebrecht fue a buscar a Gisela Inés y finalmente contrajeron matrimonio en una ceremonia secreta en Nienburg el 22 de mayo (30 de septiembre según algunas fuentes) de 1692.
El matrimonio morganático de un príncipe reformista con una mujer luterana de la baja nobleza conllevó vehementes protestas de la Iglesia reformada y otros agnados de los principados de Anhalt. No obstante, Gisela Inés fue creada condesa imperial de Nienburg (en alemán: Reichsgräfin von Nienburg) el 23 de julio de 1694.
Los agnados rechazaron aceptar el matrimonio como dinásticamente válido y Emmanuel Lebrecht apeló ante el Reichshofrat por difamación en 1696; finalmente, por medio de un tratado el 28 de junio de 1698, los príncipes de Anhalt-Bernburg, Anhalt-Harzgerode, Anhalt-Zerbst, y Anhalt-Dessau todos reconocieron los hijos del matrimonio como herederos legítimos y todos los descendientes como príncipes y princesas de Anhalt con todos sus derechos, sin crear sin embargo ningún precedente ante las prescripciones de las leyes de la Casa de Ascania. La confirmación imperial del tratado fue concedido el 12 de marzo de 1699.
El 3 de agosto de ese año Emmanuel Lebrecht asignó a su esposa el castillo, ciudad y bailiazgo de Nienburg como dote de por vida y la hizo "tutora y regente" en caso de minoría de edad del sucesor, con la entera aprobación de los agnados. En 1702, hizo un testamento en el que introducía el principio de primogenitura en Köthen; posteriormente, hubo una disputa entre los dos hijos varones supervivientes, Leopoldo y Augusto Luis. Emmanuel Lebrecht murió dos años más tarde dejando a un infante sucesor, Leopoldo, quien reinó hasta 1715 bajo la regencia de su madre.

## Hijos
1. Augusto Lebrecht (Köthen, 24 de mayo de 1693-ibidem, 25 de octubre de 1693), quien murió antes del reconocimiento del matrimonio de sus padres como igual y legítimo; por esta razón, nunca fue reconocido como príncipe heredero de Anhalt-Köthen.
2. Leopoldo (Köthen, 29 de noviembre de 1694-ib., 29 de septiembre de 1728), sucedió a su padre como príncipe de Anhalt-Köthen.
3. Leonor Guillermina (Köthen, 7 de mayo de 1696-Weimar, 30 de agosto de 1726), desposó el 15 de febrero de 1714 a Federico Erdmann de Sajonia-Merseburg, y por segunda vez el 24 de enero de 1716 al duque Ernesto Augusto I de Sajonia-Weimar-Eisenach.
4. Augusto Luis (Köthen, 9 de junio de 1697-ib., 6 de agostos de 1755), sucedió a su hermano, Leopoldo, como príncipe de Anhalt-Köthen.
5. Gisela Augusta (Köthen, 24 de julio de 1698-ib., 3 de septiembre de 1698).
6. Cristiana Carlota (Köthen, 12 de enero de 1702-ib., 27 de enero de 1745).